# Pterolophia albicollis
Pterolophia albicollis är en skalbaggsart som beskrevs av Stefan von Breuning 1972. Pterolophia albicollis ingår i släktet Pterolophia och familjen långhorningar.
Artens utbredningsområde är Ghana. Inga underarter finns listade i Catalogue of Life.